# Carola Anding
Carola Anding (Floh-Seligenthal, 29 dicembre 1960) è un'ex fondista tedesca orientale.
È moglie del biatleta Matthias Jacob, a sua volta sciatore nordico di alto livello.

## Biografia
In Coppa del Mondo esordì nella gara inaugurale del 9 gennaio 1982 a Klingenthal (9ª) e ottenne l'unico podio il 11 gennaio 1986 a Les Saisies (2ª).
In carriera prese parte a due edizioni dei Giochi olimpici invernali, Lake Placid 1980 (12ª nella 10 km, 1ª nella staffetta) e Sarajevo 1984 (21ª nella 5 km, 24ª nella 10 km, 20ª nella 20 km, 8ª nella staffetta), e a una dei Campionati mondiali, Oslo 1982, vincendo una medaglia.

## Palmarès

### Olimpiadi
- 1 medaglia:
  - 1 oro (staffetta a Lake Placid 1980)

### Mondiali
- 1 medaglia:
  - 1 bronzo (staffetta a Oslo 1982)

### Coppa del Mondo
- Miglior piazzamento in classifica generale: 13ª nel 1986
- 1 podio (individuale[2]):
  - 1 secondo posto

### Campionati tedeschi orientali
- 8 medaglie[1]:
  - 1 oro (15 km nel 1986)
  - 5 argenti (5 km, 10 km nel 1980; 5 km, 10 km nel 1981; 5 km nel 1982)
  - 2 bronzi (5 km nel 1979; 15 km nel 1980; 10 km nel 1984)